# Racing FC Union Luxemburgo
El Racing Fútbol Club Union Luxemburgo (en luxemburgués: Racing Football Club Union Lëtzebuerg) es un club de fútbol de la ciudad de Luxemburgo que milita en la División Nacional de Luxemburgo.

## Historia
Fue fundado en 2005, por la fusión del CA Spora Luxembourg, el Union Luxembourg y el CS Alliance 01. A su vez, estos tres clubes de origen fueron fusiones de otros:
- CA Spora Luxembourg se formó en 1923 por la fusión del RC Luxembourg y el SC Luxembourg.
- Union Luxembourg se formó en 1925 por la fusión del US Hollerich Bonnevoie y el JS Verlorenkost.
- CS Alliance 01 se formó en 2001 por la fusión del FC Aris Bonnevoie y el CS Hollerich.

En su primera temporada como Racing FC Union Luxemburgo, terminó séptimo, empatado a puntos con el quinto, el FC Wiltz 71. En la temporada 2007-2008 quedó segundo, su mejor puesto hasta el momento.

## Palmarés
- Copa de Luxemburgo: 2

2017/18, 2021/22

## Participación en competiciones europeas
Debuta en la temporada 2008–09 en la fase de clasificación de la Copa de la UEFA, perdiendo ambos partidos contra el Kalmar FF de Suecia por un marcador global de 1-10. Sully Billon anotó el primer gol del club en competiciones europeas.

### Participaciones
| Temporada | Torneo                  | Ronda | Club               | Casa | Visita | Global |
| --------- | ----------------------- | ----- | ------------------ | ---- | ------ | ------ |
| 2008–09   | Copa de la UEFA         | 1     | Kalmar             | 0–3  | 1–7    | 1–10   |
| 2018–19   | Liga Europa             | 1     | Viitorul Constanța | 0–2  | 0–0    | 0–2    |
| 2021–22   | Liga Europa Conferencia | 1     | Breiðablik         | 2–3  | 0–2    | 2–5    |
| 2022–23   | Liga Europa Conferencia | 2     | Čukarički          | 1-4  | 0-4    | 1-8    |
| 2025-26   | Liga Europa Conferencia | 1     | Dila Gori          | 1-2  | 0-1    | 1-3    |